# Шереметьевский сельсовет (Пензенская область)
Шереметьевский сельсовет — сельское поселение в Башмаковском районе Пензенской области Российской Федерации.
Административный центр — село Шереметьево.

## История
Статус и границы сельского поселения установлены Законом Пензенской области от 2 ноября 2004 года № 690-ЗПО «О границах муниципальных образований Пензенской области».

## Население
| 2010  | 2012  | 2013  | 2014  | 2015  | 2016  | 2017  |
| ----- | ----- | ----- | ----- | ----- | ----- | ----- |
| 1151  | ↗1483 | ↘1450 | →1450 | ↘1394 | ↘1331 | ↘1284 |
| 2018  | 2021  |       |       |       |       |       |
| ↘1252 | ↘1168 |       |       |       |       |       |

## Состав сельского поселения
| № | Населённый пункт | Тип населённого пункта       | Население |
| - | ---------------- | ---------------------------- | --------- |
| 1 | Белозёрка        | село                         | ↘0        |
| 2 | Глебовка         | разъезд                      | 20        |
| 3 | Глебовка         | село                         | ↘144      |
| 4 | Митрофаново      | село                         | ↘647      |
| 5 | Пятницкое        | село                         | ↘63       |
| 6 | Софьевка         | село                         | ↘190      |
| 7 | Шереметьево      | село, административный центр | ↘504      |